# Carajás (proposta de unidade federativa)
O Carajás é uma proposta separatista para uma nova unidade federativa do Brasil, que seria fruto do desmembramento do Pará. A região abrange uma população de aproximadamente 1,7 milhão de habitantes, e 289 799 km² de área. 
Se emancipado, Carajás seria o nono maior estado em termos territoriais, com 39 municípios e 18% dos eleitores do estado do Pará. Seria também maior do que países como Portugal, Uruguai e Equador. Somente 11,04% de sua população são paraenses, o restante da população migrou de todo o Brasil, sendo que os maranhenses, goianos, tocantinenses e mineiros juntos representam quase 69% da população total da região. A capital do novo estado seria a cidade de Marabá, que possui atualmente 283.542 habitantes (IBGE 2020). A região proposta é marcada por graves conflitos agrários que geram muitos entraves sociais para o desenvolvimento local. Carajás teria um PIB que corresponde a aproximadamente 28% do PIB do Pará.
Em 11 de dezembro de 2011 foi realizado um plebiscito sobre a divisão do estado do Pará em dois novos estados: o Carajás e Tapajós. Esse plebiscito, realizado com os eleitores de todo o Pará, teve como resultado a rejeição da criação de ambos os estados. Contudo, mesmo após a derrota, o movimento separatista continua em atividade pleiteando separação do Pará.

## Antecedentes
O primeiro projeto de redivisão territorial que englobava a região de Carajás foi desenvolvido em 1661 pelo Padre Antônio Vieira e outros intelectuais lusitanos. O projeto que Vieira elaborou reformulava territorialmente todo o Brasil Colônia, incluindo a criação de novas comarcas no Estado do Maranhão. Entre as comarcas propostas por Vieira, estava a do Araguaya, que correspondia ao atual sul do Pará. Segundo o projeto de Vieira, essas comarcas viram futuramente a se tornar capitanias/províncias, e seriam responsáveis por corrigir os vazios demográficos da colônia.
Entretanto tradicionalmente se considera que as origens do movimento de emancipação local datam do início do século XIX. Neste período os movimentos centravam-se na proposta de emancipação conjunta de algumas regiões do centro-norte brasileiro. No caso de Carajás, as propostas iniciais tinham o objetivo de separar o sul da capitania do Grão-Pará e ao mesmo tempo anexá-la a capitania de Goiás, ou formar junto com a porção norte do território de Goiás a província de São João das Duas Barras. Outros projetos incluíam o sul da capitania do Maranhão à proposta de emancipação.

### Projeto de São João das Duas Barras
A primeira tentativa de colonização e emancipação da região, patrocinada pelo Estado aconteceu em 1808. Dom João VI, a pedido do ouvidor Joaquim Theotônio Segurado, implantou uma nova estrutura organizacional para administrar as capitanias do Brasil. A capitania de Goiás foi descentralizada com criação de uma nova capitania, São João das Duas Barras, desvinculando politicamente e administrativamente a região norte da comarca de Vila Boa de Goyaz, até então a única existente em toda a capitania.
Para essa nova capitania o príncipe regente determinou que fosse criada uma freguesia para ser a sede, com status de "capital da capitania-comarca". No despacho de criação da capitania de São João das Duas Barras, Dom João VI, tacitamente delimita o local para a construção da sede, escolhendo "a barra do rio Tacay-Una com o Tocantins", onde atualmente se assenta a cidade de Marabá.
Em 1808 uma comissão composta por engenheiros militares e cartógrafos, é destacada sob as ordens de Segurado para dar providências a construção da capital da capitania. Após a construção do núcleo da povoação, a freguesia de Barra do Tacay-Una (Marabá) funciona como sede até 1810, quando por motivos políticos e geográficos, perde o título de freguesia e é abandonada. Em medos de 1810 a sede da capitania passa a ser então a Vila de Palma (atual Paranã)
Em 1814 São João das Duas Barras perde o status de capitania, restando somente a condição de comarca, sendo novamente vinculada a capitania de Goiás O objetivo final era a conversão futura e definitiva de São João das Duas Barras em uma capitania do Reino de Portugal. Como houve insucesso neste primeiro protótipo, criou-se grande resistência a criação de novas províncias ou territórios no Brasil, retardando assim os projetos de criação do Tocantins (hoje estado, e seu maior herdeiro) e do Carajás.

#### Reunião das cortes de Lisboa – 1821/1822

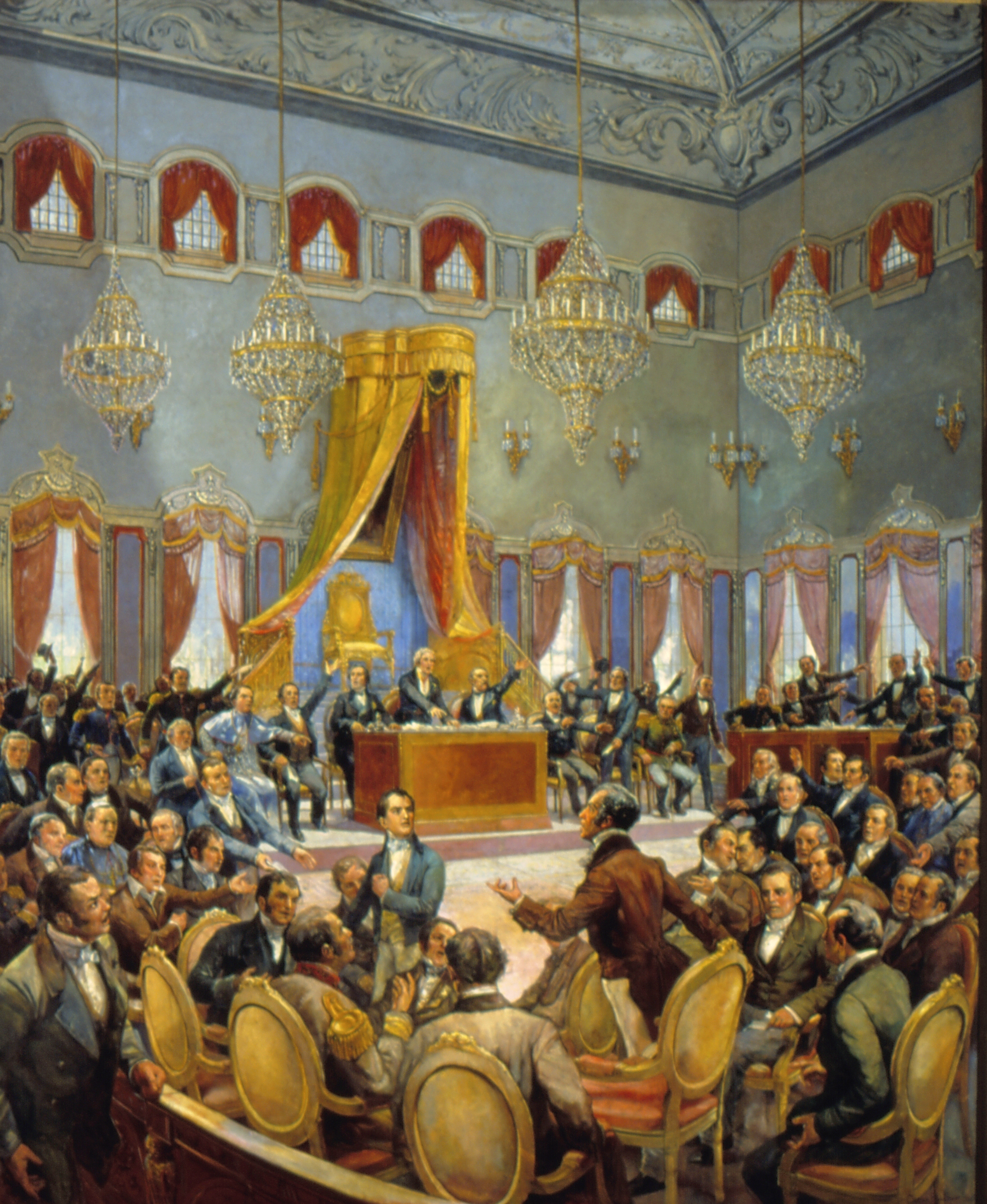
As Cortes Constituintes reunidas em Lisboa, onde J.T. Segurado tentou aprovar o projeto que criava a província de São João da Palma. Tela por Oscar Pereira da Silva.

Desde a perda do status de capitania em 1814, o projeto de São João das Duas Barras permaneceu ativo, ganhou força e apelo popular.
Em 1821 por influência principalmente de Teotônio Segurado a região declarou autonomia em relação a Goiás, formando o Governo Provisório da Província de São João da Palma. Neste ato, Segurado anexou o sul do Grão-Pará, e o vinculou administrativamente a comarca de Vila de Palma.
Segurado foi um dos parlamentares brasileiros eleitos para a Constituinte Extraordinária das Cortes Reunidas de Brasil, Portugal e Algarves representando a província de Goiás. Segue para Lisboa em 1821 com o projeto de criação de São João da Palma. Esperava obter o aval para a criação da província nesta corte.
Com os desdobramentos de 1822, que culminaram na independência do Brasil, proclamada em 7 de setembro deste mesmo ano, e a posterior Guerra de Independência do Brasil, Segurado fica sem suporte político, pois era político rival dos grupos pró-independência do Brasil. Como a maioria dos líderes políticos da Província de São João da Palma eram alinhados a corte portuguesa, o projeto de criação da província é arquivado, sendo seus líderes perseguidos, e afastados da vida pública.

### Província de Boa Vista
Após um período de arrefecimento político, entre 1873 e 1879 é retomada a discussão acerca da emancipação das regiões norte de Goiás e sul do Grão-Pará por influência do Visconde de Taunay, sob o nome de Província de Boa Vista. Em 1891 o coronel Carlos Leitão também propõe a criação da província de Boa Vista com os dois territórios, mas devido a desentendimentos políticos que levariam a primeira revolta de Boa Vista, o projeto é novamente abandonado.

### A declaração de Marabá (1908)
A primeira reivindicação ocorreu quando a população dos vilarejos da região sul Grão-Pará, reclamavam da falta de assistência do Estado. Os moradores da região se sentiam mais próximos do Goiás e do Maranhão do que do estado do Grão-Pará.
A desistência de Goiás, e a criação dos municípios de São João do Araguaia (1908), Conceição do Araguaia (1908) e Marabá (1913), encerram definitivamente as pretensões de anexação do desta porção do Grão-Pará pelo Goiás.

### Primeira proposta independente
Em 1910 surge a primeira proposta de redivisão territorial, em que o território desta englobava somente a região de Carajás. O projeto denominava-se "Estado do Itacaiunas", e foi desenvolvido após a fracassada tentativa de anexação ao Goiás.
Os políticos da região sul do Grão-Pará liderados por Maia, elaboraram o projeto e o enviaram ao legislativo estadual em Belém, e também o apresentaram ao Congresso Nacional no Rio de Janeiro. O projeto chegou a passar pela comissão de finanças do congresso nacional, entretanto não sendo aprovado, foi arquivado.

### De 1920 a 1960
Entre as décadas de 1920 e 1940 o movimento sofreu com sua desmobilização. Somente ressurgiu quando a região estabeleceu maior contato e interação com outras regiões do território nacional, especialmente após a abertura dos primeiros aeroportos da região. Neste período a principal figura a influenciar o movimento local foi Lysias Rodrigues.
Esta primeira proposta encontrou forte resistência dos políticos dos estados que deveriam se separar. Rodrigues então fragmentou a proposta e novamente a apresentou a Getúlio Vargas em 1945. A nova proposta era composta por três estados: o Araguaia (sul do Pará); Maranhão do Sul (sul e sudoeste do Maranhão); e o Tocantins (norte de Goiás).

### Guerrilha do Araguaia

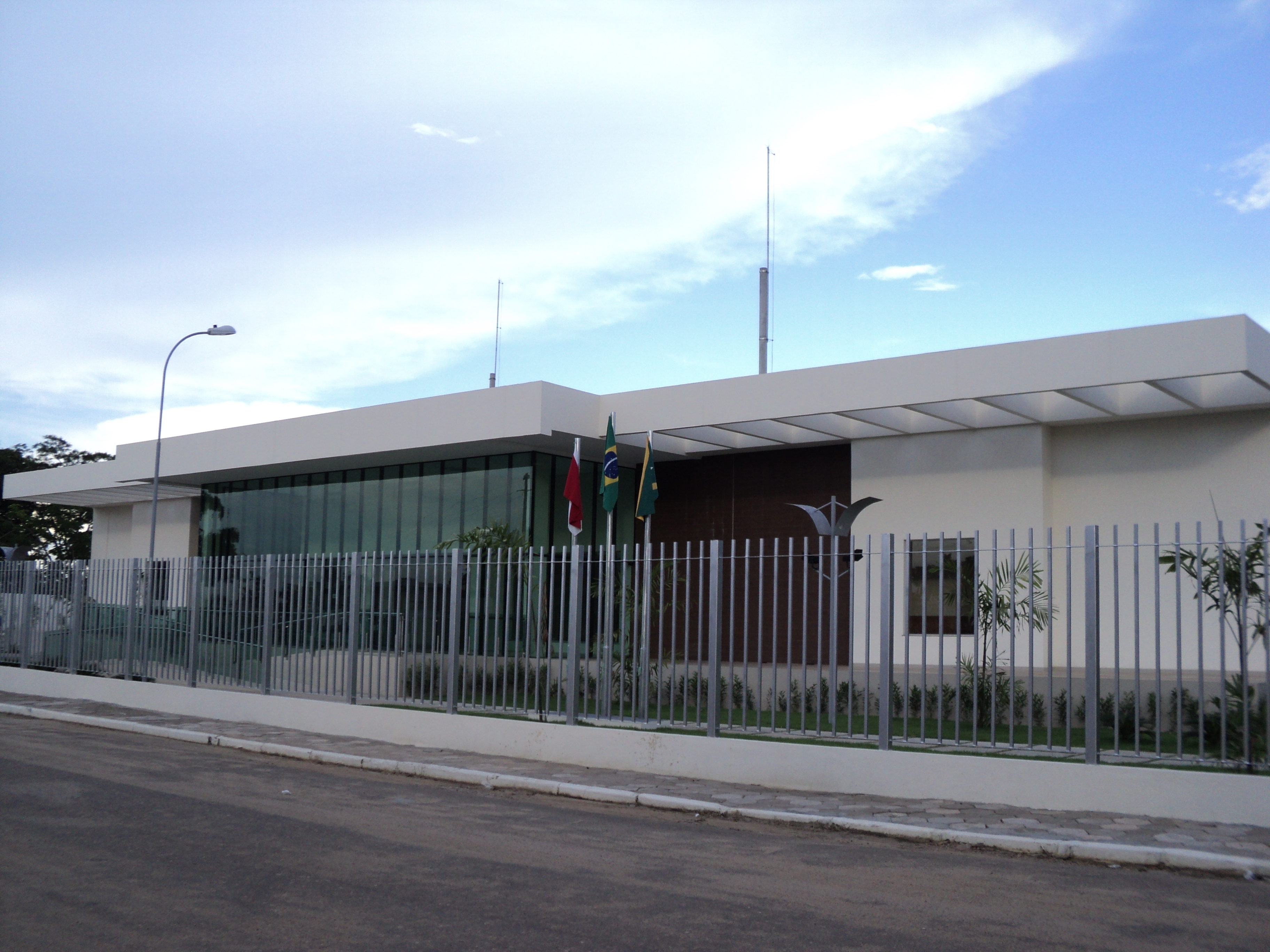
Sede do fórum regional em Marabá, provável capital de Carajás.

Em 1969, a região passou a abrigar guerrilheiros do PC do B, que objetivavam, montar uma guerrilha na região para combater o regime militar instalado no Golpe de 1964. Os guerrilheiros eram cientes de que a região não tinha acesso aos serviços públicos essenciais, e levavam à população local, atendimento médico e educacional, a fim de conquistar o apoio local. A região por fim se transformou no palco da Guerrilha do Araguaia, que foi derrotada pela ditadura militar.

### De 1970 a 2010
Mesmo com as obras federais de integração da Amazônia durante o regime militar, e a intensa atividade garimpeira, a região sempre "ficou a margem" do desenvolvimento do estado. Entre os anos de 1973 e 1988 com o fortalecimento dos movimentos emancipacionistas do Tocantins e Mato Grosso do Sul, a região volta reclamar sua emancipação, criando o Movimento Pró-Carajás.
Na década de 1970 ocorre a primeira mudança no movimento emancipatório regional. Ressurgem os movimentos organizados que discutiam a emancipação local. Os dois primeiros e principais movimentos a surgirem foram a "Frente Pró-Carajás", que se converteu mais tarde na "Comissão Brandão – pró-emancipação do estado do Carajás", e a Associação dos Municípios do Araguaia, Tocantins e Carajás, que acabou por desenhar o mapa político do estado proposto, pois a partir da filiação dos municípios a esta associação, estes (os municípios) acabavam por aderir ao movimento de forma automática.
Outra mudança de destaque se deu no nome da proposta, que abandona o "Itacaiunas" e adota o "Carajás", que se inseria no novo contexto de ocupação socioeconômica da região.
Em 1992, o líder da Comissão Brandão – pró-emancipação do estado do Carajás, o deputado Giovanni Queiroz, apresentou à Comissão de Constituição, Justiça e Cidadania (CCJ) da Câmara o projeto de decreto legislativo, nº 159-A, propondo a realização de plebiscito nos municípios que compõem a área do estado do Carajás. Em 4 de novembro do mesmo ano a comissão opinou unanimemente, aprovando o referido decreto. Embora aprovado o plebiscito não foi realizado posto que o congresso até maio de 1995 não havia se manifestado a respeito.

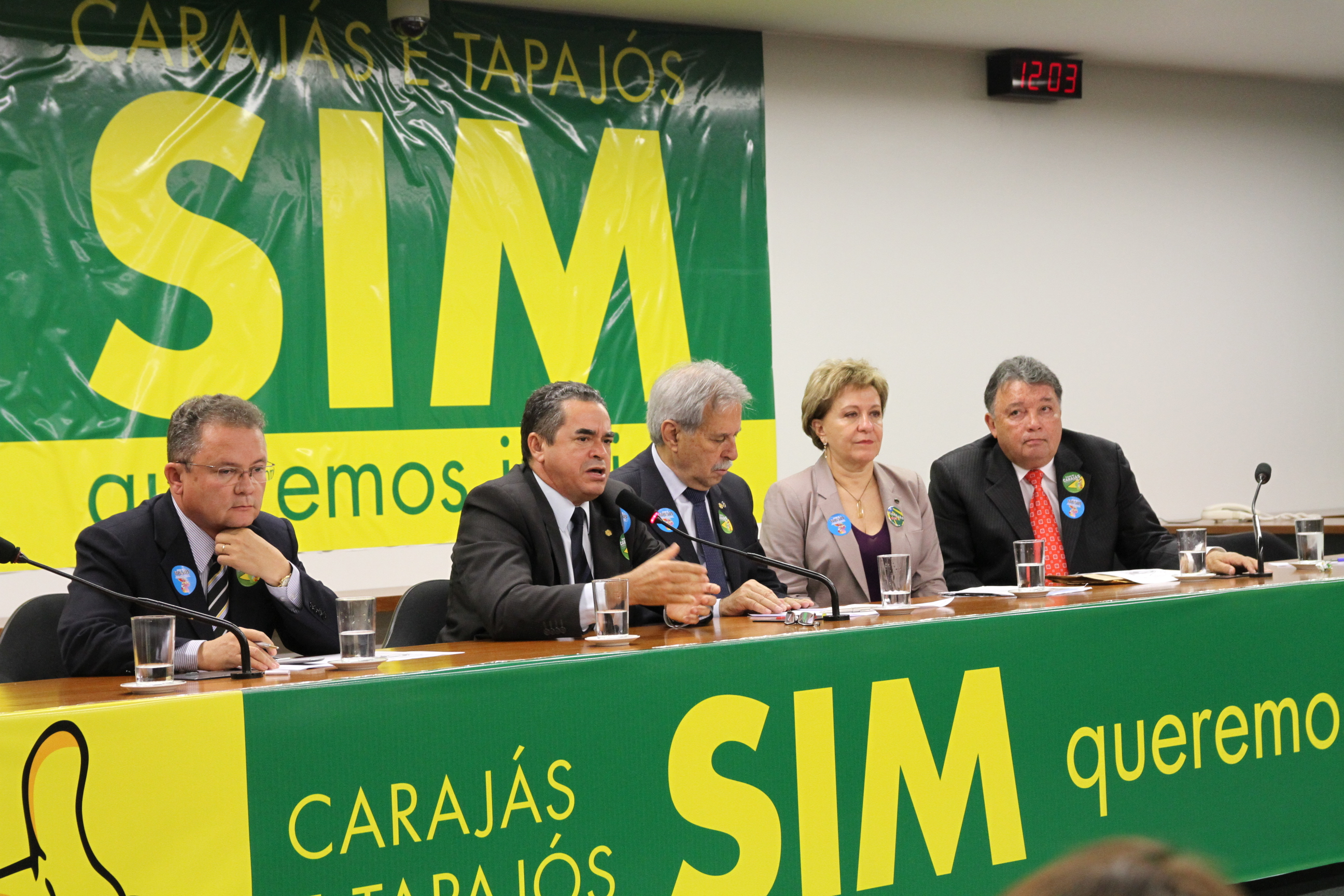
Líderes separatistas apresentando a proposta no Congresso Nacional

Em março de 2007, o senador Leomar Quintanilha, protocolou no Senado Federal um projeto propondo a realização do plebiscito para a criação do estado de Carajás. De março a julho de 2007, o projeto tramitou em todas as comissões. O projeto só foi aprovado no plenário do Senado em dezembro de 2009. Depois foi para a Câmara para ser referendado como projeto de decreto legislativo de 2009, acompanhado de requerimento de urgência, que foi aprovado no dia 14 de abril.

## Movimento na atualidade
A Comissão da Amazônia, Integração Nacional e de Desenvolvimento Regional aprovou no dia 24 de março de 2010 o projeto de convocação do plebiscito sobre a divisão do Pará para criação de Carajás, ao sudeste do estado. No plebiscito sobre a criação do novo estado, previsto no PDC 2300/09, devem ser consultados os cidadãos de todos os 143 municípios paraenses.
Na Câmara, depois da aprovação na comissão da Amazônia, Integração Nacional e de Desenvolvimento Regional, o projeto seguiu para as comissões de Finanças e Tributação; e de Constituição e Justiça e de Cidadania. Por fim, foram analisados pelo plenário do congresso, que no dia 5 de maio de 2011 aprovou um decreto legislativo, que autorizou a realização da consulta popular (plebiscito) em todo o estado do Pará sobre a criação do um novo estado (o projeto sobre a consulta de Tapajós foi votada nos dias seguintes). A consulta está marcada para ser realizada no dia 11 de dezembro de 2011, e as companhas na mídia, dos comitês "pró" e "contra" a divisão do estado, começaram em setembro do mesmo ano.

### Plebiscito

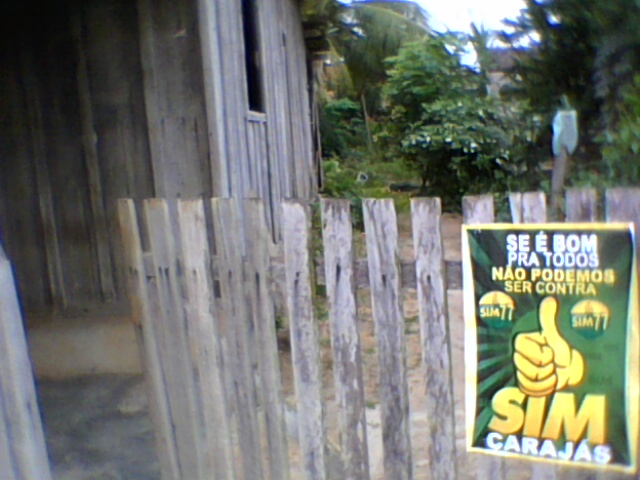
Cartaz com incentivo à divisão do estado no povoado de Ladeira Vermelha (São Félix do Xingu) em 2011.

No período que se seguiu a aprovação do plebiscito no congresso, se realizaram intensos debates sobre a proposta tendo como foco o esclarecimento e o convencimento, tanto a favor do projeto, quanto contra. Em 11 de novembro iniciou-se a propaganda gratuita no rádio e na televisão sobre o plebiscito no estado do Pará, conforme determina a Resolução nº 23.354/2011 aprovada pelo TSE. O período de propaganda foi encerrado no dia 7 de dezembro, três dias antes do Plebiscito.
A consulta plebiscitária ocorreu em 11 de dezembro de 2011, sendo que o projeto de divisão foi rejeitado nas urnas com ampla margem de diferença. Na capital do estado, Belém, o não à criação do estado de Carajás foi de 94,87%. Já na possível capital do novo estado, Marabá, o apoio à divisão do Pará foi maciço. Em Marabá, 93,26% dos votos foram favoráveis à criação de Carajás e 92,93% a favor da criação de Tapajós, que também se consultava no escrutínio.

### Pós-plebiscito
Como esperado pelos cientistas políticos, o movimento de emancipação de Carajás não se findou com o resultado negativo no plebiscito, e acabou por criar mais animosidades entre a região separatista e a região de Belém. Novos meios de pleitear a emancipação surgiram, entre elas o Projeto de Lei de Iniciativa Popular (PLIP), que prevê a coleta de assinaturas objetivando a elaboração de Projeto de Lei de criação de um novo estado.

## Demografia
Em 2009 somente 11,04% de sua população eram paraenses, o restante da população migrou de todo o Brasil, sendo que os maranhenses, tocantinenses, goianos, piauienses e mineiros juntos representam aproximadamente 69% da população total da região.